# Antiquaire (Rome)
Pour l’article homonyme, voir Antiquaire.
Dans la Rome antique, un fort sens du traditionalisme a motivé l'intérêt pour l'étude et l'enregistrement des « monuments » du passé. L'historien augustin Tite-Live utilise le latin monumenta dans le sens de "questions d'antiquaire". Des ouvrages sur des sujets antiquaires couvraient des sujets tels que l'origine des coutumes, les rituels religieux et les institutions politiques ; généalogie, topographie et points de repère, et étymologie. Les annales et les histoires peuvent également inclure des sections relatives à ces sujets, mais les annales ont une structure chronologique et les histoires romaines, telles que celles de Tite-Live et de Tacite, sont à la fois chronologiques et offrent une narration et une interprétation globales des événements. En revanche, les œuvres antiques en tant que forme littéraire sont organisées par sujet et tout récit est court et illustratif, sous la forme d'anecdotes. 
Varro, Pline l'Ancien, Aulus Gellius et Macrobius comptent parmi les principaux écrivains latins antiquaires dont le œuvres subsistent. L'empereur romain Claudius a publié des ouvrages antiques, dont aucun n'existe encore. Certains des traités de Cicéron — en particulier ses travaux sur la divination — montrent de forts intérêts antiques, mais leur objectif premier est d'explorer des questions philosophiques. Les écrivains grecs de l'époque romaine traitaient également de documents antiquaires, tels que Plutarque dans Roman Questions et le Deipnosophistae d'Athénée. Le but des œuvres antiques latines est de rassembler un grand nombre d'explications possibles, en insistant moins sur la recherche de la vérité que sur la compilation des preuves. Les antiquaires sont souvent utilisés comme sources par les historiens anciens et de nombreux écrivains antiquaires ne sont connus que par ces citations. 
Malgré l'importance de l'écriture antique dans la littérature de la Rome antique, certains érudits considèrent l'antiquarianisme comme un phénomène émergent uniquement au Moyen Âge. Les antiquaires médiévaux faisaient parfois des collections d'inscriptions ou de registres de monuments, mais le concept d' antiquités inspiré par Varro chez les Romains comme des «collections systématiques de toutes les reliques du passé» s'est estompé. La floraison plus large de l'Antiquarianisme est plus généralement associée à la Renaissance, à l'évaluation critique et à la remise en question des textes classiques entreprise à cette époque par des érudits humanistes. 